# Lamberto Tabellini
Lamberto Tabellini (Stimigliano, 27 gennaio 1930 – Rieti, 21 aprile 2008) è stato un politico italiano, amministratore della Provincia di Rieti.
È stato sindaco di Rieti dal 30 luglio 1990 al 5 settembre 1992.

## Biografia
Iscritto nel Partito Socialista Italiano di Rieti, ne fu segretario provinciale e delegato nazionale. Durante il suo mandato di segretario del PSI di Rieti si ricorda la visita di Bettino Craxi in qualità di segretario nazionale prima della sua nomina a presidente del consiglio.
Dal 1985 al 1988 è stato assessore ai Lavori Pubblici del comune di Rieti nella giunta Giovannelli, nel 1988 è stato consigliere di minoranza durante la giunta Tigli, dal 1990 al 1992 è stato sindaco di Rieti guidando una giunta formata da PSI, DC, PRI e PSDI.
Ha ricoperto l'incarico di Dirigente della USL di Rieti e dirigente dell'Ospedale Generale di Rieti.